# Dolomedes fimbriatus
Dolomedes fimbriatus là một loài nhện trong họ Pisauridae.